# Photostomias lucingens
Photostomias lucingens — вид голкоротоподібних риб родини стомієвих (Stomiidae).

## Опис
Тіло сягає 10,6 см завдовжки.

## Поширення
Морський батипелагічний вид, мешкає у тропічних та субтропічних водах Тихого океану. Здійснює вертикальні міграції від поверхні моря до 1000 м глибини.